# Tim-Oliver Brauer
Tim-Oliver Brauer (* 15. Mai 1992 in Hamburg) ist ein deutscher ehemaliger Handballspieler. Im Laufe seiner Karriere lief er in der Bundesliga sowie in der 2. Bundesliga auf.

## Karriere
Tim-Oliver Brauer begann in der Jugend beim SC Poppenbüttel mit dem Handball. Über die SG Hamburg-Nord kam der 1,96 Meter große Kreisläufer 2012 zum HSV Hamburg, für dessen zweite Mannschaft er in den Spielzeiten 2012/13 und 2013/14 in der Handball-Oberliga Hamburg - Schleswig-Holstein auflief. Seit 2014 gehörte der gelernte Betriebswirt zum Profikader der Hamburger und erzielte bei seinem Debüt am 24. August 2014 im Spiel gegen den VfL Gummersbach sein erstes Bundesligator. Nach der Insolvenz und dem Rückzug vom Spielbetrieb des HSV Hamburg wechselte Brauer im Februar 2016 zum Zweitligisten SV Henstedt-Ulzburg. Nach der Saison 2015/16 wechselte er zum TuS Ferndorf. Im Sommer 2017 verließ Brauer Ferndorf, um sich seiner beruflichen Karriere zu widmen. Daraufhin schloss er sich für eine Saison dem Oberligisten SG Hamburg-Nord an.